# Hamerla
Hamerla – osada leśna w Katowicach, w dzielnicy Murcki, w południowej części Lasów Murckowskich. Położona jest kilometr od granicy Katowic z Lędzinami. 
Osadę założyła rodzina Hamerla (stąd jej nazwa). W latach 40. XX w. mieszkańcy wyprowadzili się, pozostawiając teren w podarunku dla Nadleśnictwa Katowice. Obecnie osada składa się z dwóch domów mieszkalnych. Na terenie Hamerli znajduje się siedziba tyskiego koła łowieckiego Daniel oraz trutowisko należące do Śląskiego Związku Pszczelarzy. Trutowisko zostało utworzone w 1953 roku przez Powiatowy Związek Pszczelarzy w Tychach. Organizowane są tu spotkania pszczelarzy, a także popularyzowane jest tutaj pszczelarstwo.
Hamerla jest miejscem krzyżowania się kilku szlaków turystycznych oraz rowerowych. Są to:
- Katowicki Szlak Spacerowy; Park Śląski – Śródmieście – Muchowiec – Dolinka Murckowska – Hamerla[4],
- Szlak Krawędziowy GOP; Gliwice – Mikołów – Tychy – Hamerla – Chełm Śląski – Jaworzno[5],
- Hamerla – Ławki[4],
- nr 101; Ochojec – Barbara-Janina – Murcki – Hamerla – granica Katowic z Lędzinami[6].

Obszar wokół Hamerli tworzą lasy mieszane, łąki oraz dwa stawy, które stanowią ujęcie wody pitnej, a także są zarybiane przez członków koła łowieckiego. Okoliczne tereny są miejscem bytowania licznej grupy zwierząt leśnych (ptaków, owadów, płazów, gadów i bezkręgowców). Łąki w Hamerli o powierzchni 112,7 ha to stanowiska rzadkich i chronionych roślin, a także główna ostoja zwierzyny w południowej części Lasów Murckowskich. Niedaleko osady znajduje się wzniesienie Góra Kamienna. W pobliżu Hamerli znajduje się dąb Tadeusz, który został ustanowiony pomnikiem przyrody 1 czerwca 2017 roku. 